# Cantinho do Morais
Cantinho do Morais é a designação porque ficou popular o célebre golo olímpico marcado na cobrança de um pontapé de canto por João Pedro Morais, defesa do Sporting Clube de Portugal e que acabaria por dar ao clube e a Portugal a única Taça das Taças da história de Portugal. O golo foi marcado em 15 de Maio de 1964, na finalíssima da Taça das Taças, na Bélgica, contra o clube húngaro MTK.
Os leões disputaram a Taça das Taças (1963-64) onde até a final teve que ser repetida devido ao empate de 3-3 entre o Sporting e o MTK Budapest. Na finalíssima, Morais é indicado para cobrar um canto do lado esquerdo do ataque. Preparou o remate para repetir algo que já noutras ocasiões obtivera: o canto directo. O companheiro Figueiredo colocara-se junto do guarda-redes para servir de referência a Morais, este trata a bola carinhosamente, sussurra-lhe, remata e… marca o único golo da partida que assinalou a vitória do Sporting na Taça das Taças.
Morais descreveu assim o seu golo:
“Virei-me para o banco e confirmei se era eu. O técnico acenou-me que sim. Lá fui. Peguei na bola com jeitinho, disse-lhe umas palavrinhas amigas, dei-lhe um beijinho… Depois, mal senti o pé a bater nela fiquei logo com a sensação de que seria golo. Parece que o tempo parou ali. Observei a trajectória do esférico, vi o Figueiredo a correr para o primeiro poste e o guarda-redes atrás dele para interceptar a eventual cabeçada do desvio, mas o destino estava traçado. A bola passou por cima dos dois e acabou por entrar junto ao segundo poste. Foi a euforia total, ainda para mais porque foi o golo que ditou a vitória e permitiu-nos trazer a taça. Não foi um golo de sorte. Ao longo da minha carreira marquei mais uns quantos da mesma maneira…”
Segundo declarações do próprio jogador, décadas mais tarde, ao jornal "Diário de Notícias", no dia 14 de Maio de 1964, véspera do jogo, Morais tinha sonhado que daria a vitória ao Sporting na finalíssima na marcação de um canto directo. No dia seguinte, o sonho tornou-se real.
Este feito de conquista de um título através de um golo de canto directo, que decidiu um título, raro em todo o mundo, viria a ser "imortalizado" num disco lançado na altura, aproveitando o relato radiofónico da jogada, feito por Artur Fernandes Agostinho, então em trabalho para a Emissora Nacional. A canção que exalta “o golo do Morais que não esquece mais”, e por isso intitulada "Cantinho do Morais", era interpretada por Margarida Amaral, e ficou popularizada por Maria José Valério.